# 愛弓涼
三浦步美（日语：／ Miura Ayumi，1982年10月27日—），日本AV女優。
2021年5月改名為愛弓涼（日语：／ Ayumi Ryō）。

## 簡歷
2019年1月作為SOD的企劃「本物人妻」，並以專屬女優的身分在AV界出道。所屬事務所是ARROWS。
2019年7月成為Madonna的專屬女優。
2021年5月7日於個人Twitter上宣布改名為「愛弓涼」。所屬事務所是ACT。

## 人物
出生日期未公開，但推測出道前是一名糕點師傅。現已40歲，且有一個4歲的兒子。。

## 外部連結
- 愛弓りょう的X（前Twitter）（2021年5月8日 - ）
- 愛弓りょう的Instagram帳戶
- 愛弓りょうマネージャー的X（前Twitter）
- 愛弓涼的X（前Twitter）（2019年2月4日 - 2021年5月7日）